# Herb Białegostoku
Herb Białegostoku – jeden z symboli miejskich Białegostoku uchwalony 27 lutego 1995 roku na mocy uchwały nr XIII/76/95 Rady Miejskiej w Białymstoku.

## Wygląd i symbolika
Tarcza herbowa dzielona w pas. Część górna czerwona, dolna złota. Na części górnej orzeł srebrny w koronie złotej, ze złotym dziobem i szponami oraz czerwonym językiem. W części dolnej Pogoń Litewska, której koń jest srebrny ze złotą uprzężą i czerwonym trójdzielnym czaprakiem. Jeździec w zbroi niebieskiej, szyszak niebieski z otwartą przyłbicą i srebrnym piórem, miecz wzniesiony niebieski, ostrogi złote. Tarcza jeźdźca niebieska, na niej srebrny krzyż jagielloński.
W dostojnej wersji herbu dwa srebrne gryfy trzymają tarczę herbu, a nad nią koronę miejską. Pod tarczą wstęga srebrna z napisem CIVITAS BIALYSTOK.

## Historia

### Wiek XVIII
Kiedy Białystok uzyskał prawa miejskie, co za tym idzie Herb Miejski, dokładnie nie wiadomo, ale na pewno przed rokiem 1692, o czym świadczy zapis poczyniony przez miejskiego proboszcza: Rok 1692. Miasto Białystok. Za przywilejami na wolność do lat pewnych danych, rok pierwszy teraz się buduje...
Przyjmuje się, że herbem danego miasta jest godło napieczętne lub wykształcony herb, którego wizerunek użyto jako pierwszy na najstarszej pieczęci miejskiej. Najstarsza zachowana pieczęć przedstawiająca wizerunek jelenia pojawił się na dokumencie urzędu miejskiego z 23 sierpnia 1745 r. Oficjalnie posługiwano się herbem tym do połowy XVIII w. Dopiero król August III w przywileju dla miasta z 1 lutego 1749 r. nadał miastu jako nowy herb znak herbowy Branickich – fundatorów i właścicieli miasta. Był to Gryf wspierający się na inicjałach Jana Klemensa Branickiego (JKB). Pomimo to na dokumentach miejskich wciąż używano pieczęci z jeleniem.

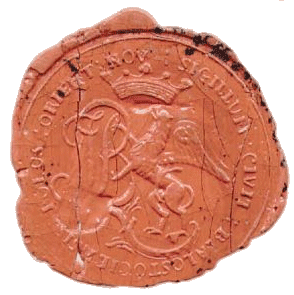
Pieczęć Białegostoku z inicjałami Izabeli Branickiej

Po śmierci Jana Klemensa Branickiego w 1771 r. właścicielką Białegostoku została Izabela Branicka z Poniatowskich, żona Jana Klemensa. Po 1795 r. Białystok stał się siedzibą nowo utworzonej prowincji Prus Nowowschodnich, ale nadal był miastem prywatnym Izabeli Branickiej.
Władze pruskie podjęły starania o zakup miasta. Udało się to im 2 kwietnia 1802 r., kiedy to Białystok został sprzedany przez właścicielkę za sumę ponad 270 tys. talarów. Branickiej zapewniono także dochody z miasta. W Archiwum Państwowym w Białymstoku znajduje się zespół archiwalny Kamera Wojny i Domen Departamentu Białostockiego Nowych Prus Wschodnich 1795-1807. W aktach tegoż zespołu widnieje pieczęć z odciśniętym herbem Białegostoku. Na pieczęci z prawej strony (lewej heraldycznej) stoi gryf wspierający się przednimi łapami na inicjale IB. Inicjały znajdują się z lewej strony (prawej heraldycznej). Nad inicjałami i gryfem widnieje otwarta korona z pięcioma fleuronami. Napis na otoku w języku łacińskim SIGILLUM CIVIT BIALOSTOCIENISIS BORUS. ORIENT. NOV, co oznacza: Pieczęć miasta Białegostoku Prus Nowo Wschodnich. W porównaniu z herbem nadanym przez Augusta III wprowadzono zmianę inicjałów z JKB na IB, tj. pierwsze litery imion i nazwiska Jana Klemensa Branickiego zamieniono na inicjały Izabeli Branickiej.

### Wiek XIX

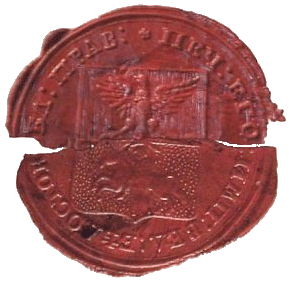
Pieczęć Obwodu Białostockiego, będąca równocześnie herbem Białegostoku

W 1807 r. został podpisany traktat pokojowy pomiędzy Napoleonem a Aleksandrem I, na mocy którego Białystok z okolicą został przyłączony do Rosji pod nazwą Obwodu Białostockiego. 8 sierpnia 1809 r. car Aleksander I nadał Obwodowi herb przedstawiający na tarczy herbowej dzielone w pas, na czerwonym tle Orła Białego i Litewską Pogoń w polu pomarańczowym. Nie był to herb tylko miasta, ale herb ziemski przynależny całemu Obwodowi Białostockiemu. Orzeł był bez korony. Herb nie nawiązywał do tradycji heraldyki polskiej, według której tarcza herbowa powinna być dzielona w słup, a nie w pas.
W 1842 r. władze rosyjskie zlikwidowały Obwód Białostocki i przyłączyły go do guberni grodzieńskiej. Car Mikołaj I polecił w 1845 r. ustanowić herby gubernialne i powiatowe dla Grodna, Kowna, Mińska i Wilna. Herby terytorialne przeznaczone były wyłącznie dla miast znajdujących się na ich terytorium bez indywidualnych herbów miejskich. Herb powiatu białostockiego przedstawiał czerwona tarczę herbową z żubrem jako herbem grodzieńskim w górnym polu i ukoronowanym białym orłem w polu dolnym. Białystok przyjął herb powiatowy jako własny herb miejski.
W 1882 r. car Aleksander III przyjął tytuł księcia białostockiego oraz herb miasta Białegostoku, który prezentował się następująco: w górnym polu czerwonym orzeł srebrny, spodem w polu złotym rycerz w zbroi błękitnej z mieczem wzniesionym do ciosu i tarczą srebrną, na której czerwony krzyż, koń kary pod czaprakiem czerwonym z potrójną frędzla złotą. Dawny herb Obwodu stał się więc herbem miejskim.

### Wiek XX
W 1910 r. gubernator grodzieński rozkazał zdjąć z gmachu Magistratu herb używany od 1882
r. i nakazał używać herbu powiatowego z żubrem i orłem ukoronowanym.
W okresie okupacji niemieckiej w latach 1915-1919 powrócono do motywu herbu z orłem i Pogonią. Jego stylizowany wizerunek (nie zachowano barw heraldycznych, ponieważ herb był w kolorze różowym, a Orzeł i Pogoń czarne) znajdował się na znaczkach pocztowych.

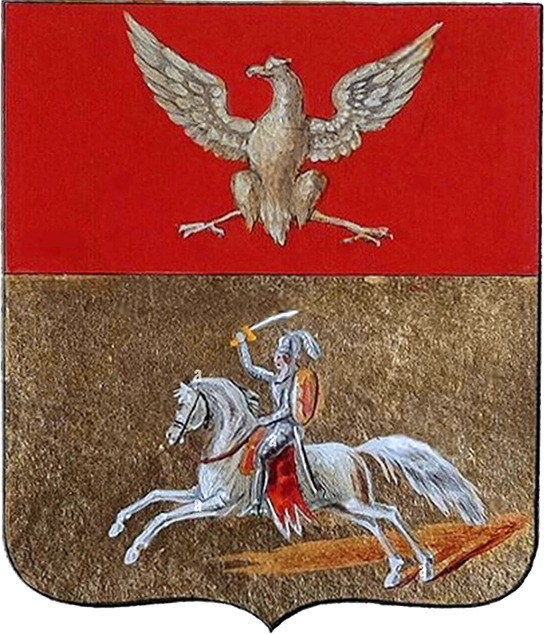
Herb Białegostoku w latach 1809 - 1845 i II RP

Po przyłączeniu Białegostoku do Polski w 1919 r. zaczęto używać herbu z Pogonią sprzed 1910 r.
W 1935 r. Magistrat Białegostoku opierając się na wywodach prof. Mariana Gumowskiego z Polskiego Towarzystwa Heraldycznego oraz argumentach wysuniętych przez komisję powołaną 28 listopada 1934 r. przedłożył do dalszych obrad Rady Miejskiej następujące wnioski: przyjąć jako projekt przyszłego herbu miasta Białegostoku herb „Gryf” w kolorze białym na czerwonej tarczy, ponad gryfem korona pięciopałkowa w kolorze złotym, zwrócić się do Archiwum Akt Dawnych w Warszawie o nadesłanie uwierzytelnionej (wraz z tłumaczeniem) kopii dokumentu z 16.11.1760 r. zawierającego przywileje dla m. Białegostoku oraz nadanie herbu wraz z dokładnym jego rysunkiem i opisem.
Rada Miejska odrzuciła wniosek Magistratu i uchwałą z 30 października 1935 r. za herb Białegostoku uznała herb Obwodu Białostockiego z pewnymi modyfikacjami: dodano orłu koronę, rycerzowi dodano pióro do szyszaka. Czerwony krzyż na tarczy przemalowano na biały, skasowano złote frędzle u czapraka, konia karego zamieniono na białego. Od państwowego Orła koronnego nowy Orzeł odróżniał się brakiem złotej opaski. Ministerstwo Wyznań Religijnych i Oświecenia Publicznego odmówiło zatwierdzenia uchwały miejskiej i nakazały miastu przywrócić herb historyczny z czasów Branickiego. Rada jednak się nie zgodziła i 23 listopada 1937 r. powtórnie przyjęła poprzednią uchwałę, jak się okazało bezskutecznie. Sprawa herbu nie rozstrzygnęła się do 1939 r.

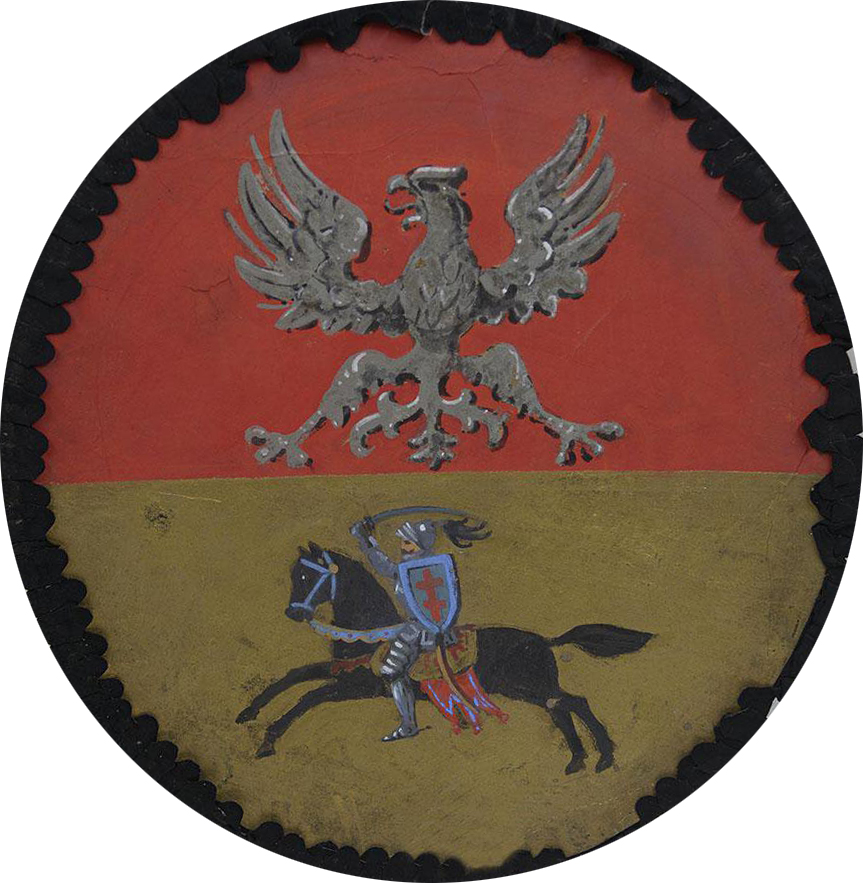
Herb Białegostoku w latach 1882 - 1910 i PRL

W latach 1944–1950 władze miejskie używały herbu z okresu międzywojennego, chociaż tego nie sformalizowały. Dopiero uchwałą nr X/68/67 Miejskiej Rady Narodowej z dnia 27 lutego 1967 r. w sprawie herbu miasta Białegostoku rozstrzygnięto ten problem w sposób następujący: Miejska Rada Narodowa w Białymstoku postanowiła jako herb miasta Białegostoku przyjąć wersję herbu nadaną obwodowi białostockiemu w roku 1809, a przedstawiającą tarczę dwupolową, mająca w górnym czerwonym polu białego orła bez korony, a w dolnym żółtym polu odmianę litewskiej pogoni rycerz w zbroi niebieskiej z wzniesionym mieczem i tarczą białą z niebieskim greckim krzyżem, siedzącym na czarnym koniu.
Kolejną modyfikację herbu Białegostoku wprowadziła uchwała nr XIII/76/95 Rady Miejskiej w Białymstoku z dnia 27 lutego 1995 r. o zmianie Statutu Miasta, Regulaminu Rady Miejskiej oraz ustalenia graficznego Herbu Miasta. Ustalono ostateczną wersję Herb Miasta obowiązującą do dziś. Autorem wersji podstawowej i dostojnej oraz flagi jest artysta plastyk Tadeusz Gajl.

### XXI wiek
W 2024 roku prezydent Białegostoku Tadeusz Truskolaski rozpoczął dyskusję o zmianie herbu, ponieważ ten nawiązuje do herbu obwodu białostockiego w carskiej Rosji i jest niezgodny z tradycją historyczną i zasadami heraldyki. Tę opinię wspiera Komisja Heraldyczna, która wcześniej okazywała niechęć wobec obecnego herbu Białegostoku odrzucając propozycje odznaczeń zawierających ten herb. Proponowany herb ma nawiązywać do herbu nadanego miastu 1 lutego 1749 roku przez Augusta III Sasa, który przedstawiał srebrnego (białego) gryfa ze złotym (żółtym) dziobem i przednimi łapami, którymi dotykał monogramu JKB; całość znajdowała się w czerwonym polu. Ostateczną decyzję o zmianie herbu mają podjąć radni miejscy. Zmiana herbu nie jest pomysłem prezydenta Białegostoku, ponieważ ten wyraził poparcie dla niego dopiero po propozycji internautów, a konkretniej kibiców Jagiellonii Białystok, którą wystosowano ponad 5,5 roku wcześniej.

## Ograniczenia korzystania z herbu
Z herbu Białegostoku bez przeszkód mogą między innymi korzystać jednostki samorządowe w mieście, także radni – ale na potrzeby samorządu – organizatorzy imprez, którym patronuje miasto, autorzy publikacji naukowych i encyklopedycznych o mieście i jego historii. Za zgodą prezydenta miasta herb nieodpłatnie może być wykorzystany komercyjnie.